# Hanbun no Tsuki ga Noboru Sora
Hanbun no Tsuki ga Noboru Sora (半分の月がのぼる空 lit. Luna creciente en el cielo), también conocida como Hantsuki, es una serie de novelas ligeras escritas por Tsumugu Hashimoto e ilustradas por Keiji Yamamoto. La historia gira en torno a dos jóvenes hospitalizados de diecisiete años de edad y el amor que empiezan a compartir. La serie fue originalmente publicada por el ya desaparecido MediaWorks' en la revista de novelas ligeras Dengeki hp, y abarcó ocho volúmenes publicados entre octubre de 2003 y agosto de 2006. Una serie de Anime fue adaptada y salió al aire en Japón por WOWOW entre el 12 de enero y el 23 de febrero de 2006, con un total de seis episodios.
Una manga por B.Tarō fue publicado en la revista de manga shōnen Dengeki Comic Gao! entre agosto de 2005 y noviembre de 2006, con dos volúmenes en total. Un conjunto de cinco CD Drama fue producido entre octubre de 2006 y agosto de 2007 por Wayuta. Finalmente, cuenta también con un dorama en imagen real que fue emitido por TV Tokyo entre octubre y diciembre de 2006.

## Argumento
La historia de Hantsuki se centra en la incipiente relación entre Yūichi Ezaki y Rika Akiba, dos jóvenes de diecisiete años. Ambos están hospitalizados en la ciudad natal de Yūichi por sus respectivas condiciones médicas. Yūichi tiene hepatitis A, mientras que Rika tiene problemas con las débiles válvulas de su corazón. Ambos adolescentes se irán enamorando mientras pasan tiempo juntos. La historia está basada en Ise, tal y como lo indica el cartel que aparece al principio del opening del anime.

## Personajes
Pacientes del Hospital
Yūichi Ezaki (戎崎 裕一 Ezaki Yūichi)
Seiyū: Kenichi Suzumura
Un muchacho de diecisiete años, que permanece hospitalizado por hepatitis A. Descubre a una hermosa chica, Rika, en el ala este del hospital, y animado por la enfermera Akiko, se vuelve amigo suyo. En cuestión de minutos Yūichi logra hacer enfurecer a Rika, por mentirle diciendo que había leído su libro favorito, sin embargo ésta ofrece perdonarlo con la condición de que obedezca sus deseos. Él, deseoso de obtener su perdón, acepta el acuerdo y a medida que pasan juntos, comienza a enamorarse de Rika.
Rika Akiba (秋庭 里香 Akiba Rika)
Seiyū: Mikako Takahashi
Rika es una chica de diecisiete años, que ha pasado en el hospital la mayor parte de su vida por una válvula débil de corazón, que también padeció su padre y terminó por matarlo. Debido a esta prolongada hospitalización, es que, no tiene amigos y pasa leyendo libros de su autor favorito: Ryūnosuke Akutagawa . Tiene una relación estrecha con el Dr. Natsume, quién es una fuente de tensión para su relación con Yūichi.
Yoshizō Tada (多田 吉蔵 Tada Yoshizō)
Seiyū: Kōji Yada
Un viejo hombre pervertido, que tiene una enorme colección de revistas pornográficas que reunió durante su estancia en el hospital. Él le aconseja a Yūichi perseguir a Rika si en verdad la ama, porque luego podría arrepentirse si no lo hace. Tada dice que fue estúpido, y pasó todo su vida arrepentido por no ir detrás de la persona que amaba. Tras su repentina muerte, le pide a Akiko que le de su colección de revistas a Yūichi.

Personal del Hospital
Akiko Tanizaki (谷崎 亜希子 Tanizaki Akiko)
Seiyū: Yuki Kodaira
La enfermera que atiende a Yūichi. Actúa como su hermana mayor, y no duda en golpearlo o burlarse de él cuando se lo merece, e incluso lo golpea cuando está siendo seducido por su amiga Misako. Es bastante manipuladora y entrometida cuando se trata de Yūichi, pero tiene sus momentos tiernos y realmente se preocupa por sus pacientes. Ella se preocupa en particular por la relación entre Yūichi y Rika ya que entiende que a Rika no le queda mucho tiempo de vida.
Gorō Natsume (夏目 吾郎 Natsume Gorō)
Seiyū: Hiroaki Hirata
El médico encargado de Rika. Tomaba cuidado de ella en otro hospital, pero fue trasladado al de Ise. Luego, Rika también fue trasladada para que pudiera continuar atendiéndola. Alberga sentimientos por Rika e intenta sabotear su relación con Yūichi. Aunque en realidad, lo hace porque su esposa murió en una condición similar a la de Rika, y no quiere que Yūichi experimiente ese dolor.

Amigos de Yuichi
Tsukasa Sekoguchi (世古口 司 Sekoguchi Tsukasa)
Seiyū: Nobuyuki Kobushi
Él viene a visitarlo de vez en cuando y le ayuda con las misiones secretas que lleva a cabo con Rika. Durante estas misiones, Sekoguchi lleva una máscara de Zebra para ocultar su identidad y tener más fuerza.
Tamotsu Yamanishi (山西 保 Yamanishi Tamotsu)
Seiyū: Shingo Nakagawa
Visita Yuichi cuando se entera de su herencia de la colección de porno. Esto último, pone a Yuichi en problemas con Rika.
Miyuki Mizutani (水谷 みゆき Mizutani Miyuki)
Seiyū: Yuki Matsuoka
Ella es la que le presta su uniforme escolar a Rika y la pasea por el colegio. Pregunta numerosas veces por su condición médica.

## Episodios
| N.º | Título | Fecha de emisión original |
| --- | --- | ------------------------- |
| 1 | «Akiko, la chica y Ryūnosuke Akutagawa» Transcripción: «Akiko-san to Shōjo to Akutagawa Ryuunosuke» (en japonés: 亜希子さんと少女と芥川龍之介) | 12 de enero de 2006       |
| Yūichi, un joven enfermo se escapa constantemente por la noche y, para cortar su hábito, su enfermera Akiko bloquea su puerta para evitar que se vaya. Sin embargo, ella llega a un acuerdo con el, si él puede hacerse amigo de un nuevo paciente, ella eliminará su restricción.                                                                      | |                           |
| 2 | «La herencia de Tada» Transcripción: «Tada Korekushon no Sōzoku» (en japonés: 多田コレクションの相続)                                          | 26 de enero de 2006       |
| Luego del fallecimiento de un conocido de Yūichi, Tada, el recibe una herencia, una gran colección de revistas para adultos. Pero Rika, su reciente nueva amiga, se enfada al darse cuenta de esto pensando que es un pervertido. Tratando de disculparse, Yūichi ya no sabe que hacer, hasta que aparece el Dr. Natsume que perece ser que lo ayudará. | |                           |
| 3 | «El fin de la colección de Ezaki» Transcripción: «Ezaki Korekushon no Shūen~Soshite» (en japonés: 戎崎コレクションの終焉〜そして)              | 2 de febrero de 2006      |
| La relación entre Yūichi y Rika está peor que nunca, por causa de alguien que parece disfrutarlo, pero Yūichi no se dará por vencido hasta que vuelvan a ser amigos. Mientras tanto el Dr. Natsume descubre que el problema de Rika se está empeorando.                                                                                                 | |                           |
| 4 | «Un día de vida escolar» Transcripción: «Ichinichi Dake no Sukūru Raifu» (en japonés: 一日だけのスクールライフ)                                | 9 de febrero de 2006      |
| Rika, ya reconciliada con Yūichi, le pregunta como es la escuela ya que debido a su enfermedad nunca fue. A Yūichi se le ocurré una idea, llevar a Rika a un tour a su escuela. Al regresar al hospital, Rika quiere contarle algo a Yūichi pero algo sucede.                                                                                           | |                           |
| 5 | «Un minuto detenido» Transcripción: «Tomerareta Ippun» (en japonés: とめられた一分)                                                            | 16 de febrero de 2006     |
| Yūichi preocupado por Rika debido a que no la puede ver después de lo que pasó. Akiko trata de ayudarlo. La condición de Rika no es buena, el Dr. Natsume tendrá que operárla de urgencia, Yūichi queda devastado y temiendo lo peor. | |                           |
| 6 | «Nuestras manos» Transcripción: «Bokutachi no Ryōte wa» (en japonés: 僕たちの両手は)                                                           | 23 de febrero de 2006     |
| Debido a la enfermedad, Rika no podrá tener una vida completa. Yūichi lo descubré, ya que le negaban cualquier información sobre Rika. Él decide pasar su vida junto a Rika esperando lo que tenga que pasar, aún si fuera la muerte. | |                           |